# Milan Jurčo
Milan Jurčo (né le 14 septembre 1957 à Liptovský Mikuláš) est un coureur cycliste tchécoslovaque. Durant sa carrière amateur, il a notamment été médaillé de bronze puis d'argent aux championnats du monde du contre-la-montre de 1981 et 1985, et vainqueur du Circuit des Ardennes en 1982 et du Tour de Rhénanie-Palatinat en 1984. Il a participé dans l'équipe nationale de Tchécoslovaquie à quatre Course de la Paix, où il s'est classé régulièrement parmi les quinze premiers et à deux Tours de l'Avenir où le terrain lui était moins favorable. Il est ensuite devenu coureur professionnel de 1987 à 1991. Il a participé au Tour de France en 1987 et 1988. Son fils Matej, né en 1984, est également coureur professionnel de 2004 à 2015.

## Palmarès

### Coureur amateur
- 1979
  - Brno-Velká Bíteš-Brno
  - 8e étape du Tour de Cuba
  - Prologue du Tour de Lidice
- 1980
  - 3e étape du Tour de Slovaquie
- 1981
  - Tour d'Écosse :
    - Classement général
    - 3e, 4e et 5e étapes

  - 6ea étape du Tour des régions italiennes (contre-la-montre)
  - Tour de Lidice  :
    - Classement général
    - 1re étape

  -  Médaillé de bronze du championnat du monde du contre-la-montre par équipes
- 1982
  - Brno-Velká Bíteš-Brno
  - Circuit des Ardennes :
    - Classement général
    - 1re étape

  - 4e étape du Tour de Luxembourg
  - Une étape du Tour de Rhénanie-Palatinat
  - 2e du Circuit de la Sarthe
  - 2e du championnat de Tchécoslovaquie sur route
  - 6e du championnat du monde du contre-la-montre par équipes
- 1983
  - 8e et 10e étapes du Tour de Cuba
  - 2e du Tour de Rhénanie-Palatinat
  - 5e du championnat du monde du contre-la-montre par équipes
- 1984
  - Prologue du Tour d'Italie amateurs
  - Tour de Rhénanie-Palatinat
  -  Médaillé de bronze du contre-la-montre par équipes aux Jeux de l'Amitié (avec Michal Klasa, Vlastibor Konečný et Milan Křen)
- 1985
  - 3e du Gran Premio della Liberazione
  -  Médaillé d'argent du championnat du monde du contre-la-montre par équipes
- 1986
  - 3e et 5ea étapes de la Semaine bergamasque
  - 3e étape du Baby Giro
  - 10e du championnat du monde du contre-la-montre par équipes

### Coureur professionnel
- 1987
  - Prologue du Tour des Pouilles

### Résultats sur les principales courses à étapes

#### Tour de France
2 participations
- 1987 : abandon (19e étape)
- 1988 : 139e

#### Tour d'Italie
1 participation
- 1987 : 107e, vainqueur du classement des sprints intermédiaires

#### Tour de l'Avenir
- 1982 : 67e
- 1984 : 57e

#### Course de la Paix
- 1982 : 10e
- 1983 : 14e
- 1985 : 9e
- 1986 : 13e